# Bodianus sepiacaudus
Bodianus sepiacaudus Gomon, 2006 è un pesce di acqua salata appartenente alla famiglia Labridae. I primi esemplari noti provenivano da negozi di acquari.

## Distribuzione e habitat
È diffuso dalle Sporadi Equatoriali al Sulawesi. I giovani nuotano più in profondità degli adulti, pur rimanendo sempre tra i 25 e 50 m.

## Descrizione
Presenta un corpo allungato, sottile, leggermente compresso lateralmente e con il profilo della testa abbastanza appuntito. Le pinne pelviche sono bianche, non particolarmente allungate; la pinna caudale ha il margine arrotondato. La lunghezza massima registrata per questa specie è di 8,7 cm.
La colorazione, come nei simili Bodianus opercularis e B. neopercularis, è sempre composta da fasce orizzontali abbastanza ampie, il cui colore varia nel corso della vita del pesce: gli esemplari giovani sono bianchi con gli occhi rossi e striature nere, che diventano di un rosso intenso con l'età a partire dalla testa. Negli esemplari adulti il nero è confinato in un'area che si estende da davanti al peduncolo alla pinna caudale, che ha il bordo bianco. Sull'opercolo, all'altezza dell'occhio, è presente una macchia scura.

Può essere confuso con Bodianus masudai, che ha le pinne pelviche rosse e nere.

## Biologia

### Comportamento
Gli esemplari adulti a volte nuotano in gruppi.

### Riproduzione
È oviparo e la fecondazione è esterna; non ci sono cure verso le uova.

## Conservazione
Questa specie è abbastanza ricercata nell'acquariofilia e non ha un areale particolarmente ampio; però non si sa quanto la minaccia della cattura incida sulla popolazione di questa specie e quindi viene classificata come "dati insufficienti" (DD).